# Юнанов, Амиль Азим оглы
Амиль Азим оглы Юнанов (азерб. Yunanov Amil Əzim oğlu; 6 января 1993, Товуз, Азербайджан) — азербайджанский футболист, нападающий клуба «Бюлис». Выступал в сборной Азербайджана.

## Биография
Воспитанник товузской школы футбола Амиль Юнанов начал заниматься футболом в возрасте 9 лет в родном городе под руководством тренера Гасана Ахмедова. В 2008 году переходит в юношескую команду (до 15 лет) бакинского «Нефтчи».
В 2009 году начинает учиться азам футбола в футбольной академии ФК «Габала», где первоначально выступает за юношескую команду (до 17 лет) клуба. В сезоне 2009/2010 годов становится лучшим бомбардиром чемпионата Азербайджана среди U-17, с 45 забитыми мячами.
Является выпускником игровых видов спорта Азербайджанской государственной академии физической культуры и спорта, студентом которого был в 2010—2014 годах.

## Клубная карьера

### Чемпионат
Профессиональную карьеру футболиста начал в сезоне 2010/11 годов с выступления в дублирующем составе ФК «Габала». Проведя 13 игр и забив 10 мячей, Амиль получает тяжелую травму, в результате чего выбывает из строя на 6 месяцев.
Дебютирует в Премьер-лиге в основном составе габалинцев 19 мая 2011 году, на 90 минуте матча последнего тура сезона против сальянской «Мугани».
Летом 2013 года, на правах аренды переходит в клуб первого дивизиона — ФК «Нефтчала», с которым футболист подписывает годовой контракт. Однако уже через полгода, в начале 2014 года возвращается в стан габалинцев, где выступает под № 90.

### Кубок
В Кубке Азербайджана провел одну игру в составе ФК «Нефтчала».
| № | Дата           | Раунд                     | Клуб              | Соперник   | Лига         | Итог  |
| - | -------------- | ------------------------- | ----------------- | ---------- | ------------ | ----- |
| 1 | 4 декабря 2013 | Второй раунд — 1/8 финала | «Хазар-Ленкорань» | «Нефтчала» | Премьер-лига | 4 : 0 |

### «Бюлис»
17 сентября 2024 года Юнанов перешел в албанский клуб «Бюлис».

## Сборная Азербайджана
6 октября 2011 года провёл свою первую игру в составе юношеской сборной Азербайджана до 19 лет в отборочном матче Чемпионата Европы УЕФА против сверстников из сборной Швеции, в котором азербайджанская команда одержала победу со счетом 1:0. При этом вышел на замену на 62-й минуте матча.

## Достижения
- 2011 год — бронзовый призёр чемпионата Азербайджана среду дублирующих составов сезона 2010/11 годов;
- 2012 год — серебряный призёр чемпионата Азербайджана среду дублирующих составов сезона 2011/12 годов;
- 2012 год — лучший бомбардир чемпионата Азербайджана среду дублирующих составов сезона 2011/12 годов с 16 забитыми мячами;